# Gauriaguet
 Gauriaguet  es una población y comuna francesa, situada en la región de Aquitania, departamento de Gironda, en el distrito de Burdeos y cantón de Saint-André-de-Cubzac.

## Demografía
| 375 | 358 | 445 | 645 | 898 | 942 |
| Para los censos de 1962 a 1999 la población legal corresponde a la población sin duplicidades (Fuente: INSEE [Consultar]) |     |     |     |     |     |